# صفاقس الكبرى
صفاقس الكبرى هو تجمع حضري في ولاية صفاقس في تونس يجمع سبعة مدن وهي صفاقس وطينة والعين وقرمدة والشيحية وساقية الزيت وساقية الدائر، ويصبح بذلك ثاني أكبر تجمع حضري في تونس بعد تونس الكبرى، وتضم حوالي 000 500 ساكن (أي 50% من سكان ولاية صفاقس).

## مقالات ذات صلة
- مدينة كبرى
- تونس الكبرى